# (3753) Cruithne
(3753) Cruithne és un asteroide que orbita el Sol en una ressonància orbital aproximada d'1:1 amb la Terra. S'ha anomenat, incorrectament, el "segon satèl·lit de la Terra", malgrat que és només un quasi-satèl·lit. Fa uns 5 quilòmetres de diàmetre. Té una magnitud aparent de +15,8, sent més tènue que Plutó, i es necessita un telescopi reflector de com a mínim 320 mm per observar-lo.
Va ser descobert el 10 d'octubre de 1986 per Duncan Waldron en una placa fotogràfica feta amb l'UK Schmidt Telescope a Siding Spring Observatory, Coonabarabran (Austràlia). No va ser fins al 1997 que Paul Wiegert i Kimmo Innanen van determinar la seva òrbita inusual. L'asteroide s'anomena en honor de Cruithne o Cruthin, un poble de la Irlanda medieval.